# XXI Premis de la Unión de Actores
La XXI edició dels Premis de la Unión de Actores, corresponents a l'any 2011, concedits pel sindicat d'actors Unión de Actores y Actrices, va tenir lloc el 18 de juny de 2012 al Teatre Circo Price. La gala fou dirigida per Yayo Cáceres i amenitzada pel grup "Ron Lalá". Concha Velasco va rebre el premi a tota una vida i el director de la Unión, Vicente Cuesta, va criticar la política de retallades.

## Candidatures

### Premi a Tota una vida
- Concha Velasco

### Premi Especial
- Associació per a la Recuperació de la Memòria Històrica i la Federación Estatal de Foros por la Memoria

### Menció d'Honor Mujeres en Unión
- Madres Unidas contra la Droga de Madrid i Alejandra Soler Gilabert

### Cinema

#### Millor actriu protagonista
- Elena Anaya (La piel que habito)
- Inma Cuesta (La voz dormida)
- María León (La voz dormida)

#### Millor actor protagonista
- Antonio Banderas (La piel que habito)
- Ben Temple (De mayor quiero ser soldado o I Want to Be a Soldier)
- José Coronado (No habrá paz para los malvados)

#### Millor actriu secundària
- Ana Wagener (La voz dormida)
- Charo Zapardiel (La voz dormida)
- Maribel Verdú (De tu ventana a la mía)

#### Millor actor secundari
- Carmelo Gómez (Silencio en la nieve)
- Juanjo Artero (No habrá paz para los malvados)
- Raúl Arévalo (Primos)

#### Millor actriu de repartiment
- Marisa Paredes (La piel que habito)
- Petra Martínez (Mientras duermes)
- Susi Sánchez (La piel que habito)

#### Millor actor de repartiment
- Antonio de la Torre (Primos)
- Ginés García Millán (23-F: la película)
- Víctor Clavijo (Silencio en la nieve)

#### Millor actriu revelació
- Kontxu Odriozola (Urteberri on, amona!)
- Mónica Antonópulos (Cuestión de principios)
- Rebeca Valls (Burundanga)

#### Millor actor revelació
- Jan Cornet (La piel que habito)
- José Mota (La chispa de la vida)
- Rodrigo Sáenz de Heredia (La mitad de Óscar)

### Televisió

#### Millor actriu protagonista
- Adriana Ozores (Gran Hotel)
- Alicia Borrachero (Crematorio)
- Itziar Miranda (Amar en tiempos revueltos)

#### Millor actor protagonista
- Félix Gómez (República)
- Javier Gutiérrez (Águila Roja)
- José Luis García Pérez (Amar en tiempos revueltos)

#### Millor actriu secundària
- Carmen Gutiérrez (Amar en tiempos revueltos)
- Juana Acosta (Crematorio)
- Victoria Abril (Hospital Central)

#### Millor actor secundari
- Alejo Sauras (República)
- Luis Callejo (El barco)
- Tomás del Estal (Bandolera)

#### Millor actriu de repartiment
- Chusa Barbero (Crematorio)
- Elisa Matilla (Tierra de lobos)
- Macarena García (Amar en tiempos revueltos)

#### Millor actor de repartiment
- Álex Angulo (República)
- Sergio Peris Mencheta (Tierra de lobos)
- Víctor Clavijo (República)

### Teatre

#### Millor actriu protagonista
- África Gozalbes (Toc Toc)
- Ana Gracia (Comedia y Sueño)
- Asunción Balaguer (El pisito)

#### Millor actor protagonista
- Asier Etxeandía (La avería)
- Fael García (Fair Play)
- Rafa Castejón (Comedia y Sueño)

#### Millor actriu secundària
- Alicia Borrachero (Comedia y Sueño)
- Elisabet Gelabert (Veraneantes)
- Violeta Pérez (Los ojos)

#### Millor actor secundari
- Daniel Grao (La avería)
- Ernesto Arias (Veraneantes)
- Manuel Morón (Comedia y Sueño)

#### Millor actriu de repartiment
- Ainhoa Aldanondo (Incrementum)
- Anabel Maurín (Macbeth)
- María Isasi (Incrementum)

#### Millor actor de repartiment
- Chema Muñoz (Veraneantes)
- Cristóbal Suárez (Veraneantes)
- Óscar Velado (Los ojos)